# イケチョウガイ
イケチョウガイ（池蝶貝、Hyriopsis schlegelii）は淡水に棲むイシガイ科の二枚貝で、本来は琵琶湖および淀川水系の一部の固有種。
殻は長さ20センチメートルほどの菱形で、若い時には背縁に翼状の突起があるが、次第になくなる。内側は白く真珠光沢がある。淡水真珠の母貝として利用され、また殻はボタンの材料にもなる。真珠養殖などの目的で、戦前から他水系にも移入されている。

## 国内移入と外来種
霞ヶ浦には淡水真珠養殖のために1930年代から複数回移入され、1960年代には大きな野生個体群が成立するまでになった。しかし1970年代半ばになると環境悪化や過剰採取などにより琵琶湖および霞ヶ浦の両方で個体数が減少した。このため霞ヶ浦では1988年から中国の固有種とされる同属の別種ヒレイケチョウガイを導入して真珠母貝として用いるようになり、1992年には琵琶湖の養殖場にも霞ヶ浦からのヒレイケチョウガイが導入された。この結果、両養殖場ではイケチョウガイとヒレイケチョウガイとの交雑が起こっていることが確認されており、日本固有種であるイケチョウガイの遺伝子保全の観点から問題視されている。

## 保護上の位置づけ
- 絶滅危惧I類 (CR+EN)（環境省レッドリスト）
- 都道府県版レッドデータブック

大阪府 - 絶滅
滋賀県、京都府 - 絶滅危惧種